# Gordon Morgan Holmes
Pour les articles homonymes, voir Holmes.
 (décembre 2016).
Gordon Morgan Holmes, né le 22 février 1876 à Castlebellingham, près de Dublin et mort le 29 décembre 1965 à Farnham (Surrey), est un neurologue britannique. Il est connu pour ses travaux fondateurs sur les troubles du cervelet et du cortex visuel,,,,.
Il s'intéressa aussi à l'hypotonie congénitale avec James Stanfield Collier (1870-1935) et décrivit la guérison d'un virilisme consécutive à la première ablation d'une tumeur surrénale par le chirurgien Percy Sargent. Il fut longtemps rédacteur en chef de la revue Brain et était apprécié des jeunes neurologues qu'il aidait à avancer et améliorer leurs manuscrits.